# Dexter, Missouri
Dexter är en stad i Stoddard County i sydöstra Missouri, USA. Dexter grundades 1873. Vid folkräkningen år 2010 bodde 7 864 personer på orten.